# 米山久
米山 久（よねやま ひさ、1897年（明治30年）1月17日 - 1981年（昭和56年）2月9日）は、日本の政治家、歌人。石川県出身の婦人運動家。衆議院議員（1期）。本名は米山 久子。

## 経歴
石川県金沢市で生まれる。1914年、石川県立第一高等女学校（現・石川県立金沢二水高等学校）卒。市川房枝の婦人参政権運動に参加。大日本国防婦人会金沢地方本部理事、大日本婦人会石川県支部副支部長を務めた。
1946年4月10日、第22回衆議院議員総選挙石川県全県区に日本社会党から出馬し初当選、石川県初の女性国会議員となる。1947年4月25日、第23回衆議院議員総選挙に出馬し落選した。
日本仏教婦人連盟顧問となり、仏教婦人運動にも尽くした。
2009年の第45回衆議院議員総選挙で初当選した田中美絵子は米山以来63年ぶりの石川県出身の女性国会議員となった。

## 著作
- 米山久子『あけぼの:歌集』宇都宮源平、1923年。
- 米山久子『白蓉:歌集』新星書房、1978年。